# Liste der Baudenkmäler in Kupferdreh
Die Liste der Baudenkmäler in Kupferdreh enthält die denkmalgeschützten Bauwerke auf dem Gebiet von Essen-Kupferdreh, Stadtbezirk VIII, in Nordrhein-Westfalen (Stand: Oktober 2018). Diese Baudenkmäler sind in der Denkmalliste der Stadt Essen eingetragen; Grundlage für die Aufnahme ist das Denkmalschutzgesetz Nordrhein-Westfalen (DSchG NRW).

| Bild                                          | Bezeichnung                                                 | Lage                                     | Beschreibung | Bauzeit                       | Eingetragen seit   | Denkmal- nummer |
| --------------------------------------------- | ----------------------------------------------------------- | ---------------------------------------- | --- | ----------------------------- | ------------------ | --------------- |
| Fachwerkhaus                                  | Fachwerkhaus                                                | Asbachtal 106a Karte                     | | 18. Jahrhundert               | 13. September 1990 | 638             |
| Bruchsteingebäude                             | Bruchsteingebäude                                           | Asbachtal 174 a/b Karte                  | zwei Vorgängergebäude der ehemaligen Schmiede Sprungmann (siehe auch Denkmal-Nr. 136) | Mitte 19. Jahrhundert         | 14. Mai 1987       | 327             |
| Wohnhaus                                      | Wohnhaus                                                    | Byfanger Straße 38 Karte                 | Architekt: Bernd Wassermann | um 1904                       | 23. November 1989  | 533             |
| Wohnhaus                                      | Wohnhaus                                                    | Dilldorfer Straße 13/15 Karte            | | Anfang 20. Jahrhundert        | 23. November 1989  | 534             |
| Fachwerkhaus und Bruchsteinwirtschaftsgebäude | Fachwerkhaus und Bruchsteinwirtschaftsgebäude               | Dilldorfer Straße 27 Karte               | | 1779                          | 23. November 1989  | 535             |
| weitere Bilder                                | Kirche St. Mariä Geburt                                     | Dilldorfer Straße 34 Karte               | Filialkirche der Pfarrgemeinde St. Josef Ruhrhalbinsel, aus Ruhrsandstein erbaut, Architekt: Paschalis Gratze, Grundsteinlegung: 18. Oktober 1876, Konsekration: 8. September 1879 durch Weihbischof Fischer, beherbergt eine Niederlassung der Unbeschuhten Karmeliten | 1876–1879                     | 23. November 1989  | 536             |
| BW                                            | Wohnhaus Bruchsteinmauerwerk                                | Dixbäume 33 / Reulsbergweg 1a Karte      | | Mitte 19. Jahrhundert         | 10. Juli 1986      | 134             |
| Evangelische Christuskirche                   | Evangelische Christuskirche                                 | Dixbäume 87a Karte                       | Backstein-Saalkirche, Grundsteinlegung 1. August 1877, eingeweiht am 19. März 1879, Architekt: Wilhelm Bovensiepen | 1877–1879                     | 23. November 1989  | 537             |
| weitere Bilder                                | Deilbachhammer und Fachwerkhaus                             | Eisenhammerweg/bei HNr. 25 Karte         | Historisch liegt der Deilbachhammer in Byfang, da die beiden ihn umgebenden Bäche die historischen Grenzen sind. Nach heutigen Stadtteilgrenzen liegt er in Kupferdreh. | Ursprung im 16. Jahrhundert   | 14. Februar 1985   | 59              |
| Fachwerkhaus                                  | Fachwerkhaus                                                | Engelssiepen 18 Karte                    | | Anfang 19. Jahrhundert        | 23. November 1989  | 538             |
| weitere Bilder                                | Hofanlage Tholhof                                           | Hammer Straße 218/220, 222/224 Karte     | | Ende 18. Jahrhundert          | 23. November 1989  | 539             |
| Werksteingebäude                              | Werksteingebäude                                            | Heidbergweg 41 Karte                     | | kurz nach 1900                | 23. November 1989  | 540             |
| weitere Bilder                                | Tuchfabrik Colsmann                                         | Hinsbecker Löh 10, 12 Karte              | | 1886–1887                     | 23. November 1989  | 541             |
| weitere Bilder                                | ehemaliges Stellwerk Kupferdreh                             | Kampmannbrücke Karte                     | | um 1900                       | 22. September 1987 | 220             |
| weitere Bilder                                | Schulgebäude                                                | Kupferdreher Straße 141/143 Karte        | Im ehemaligen Schulgebäude befindet sich seit 1984 das Mineralien-Museum. | zweite Hälfte 19. Jahrhundert | 23. November 1989  | 542             |
| Saalanbau                                     | Saalanbau                                                   | Kupferdreher Straße 242 Karte            | | um 1900                       | 23. November 1989  | 543             |
| weitere Bilder                                | ehemaliges evangelisches Gemeindehaus „Karl-Funke-Stiftung“ | Kupferdreher Straße 243/245 Karte        | Architekten: Paul Krämer und Otto Herold (Düsseldorf); 1962 verändert; ab 2008 leerstehend; 2015–2018 zum Mehrfamilienhaus umgebaut | 1902–1903                     | 23. November 1989  | 544             |
| Rathaus                                       | Rathaus                                                     | Kupferdreher Straße 251 Karte            | Am 15. Oktober 1896 wurden Byfang und Kupferdreh zur Bürgermeisterei Kupferdreh ernannt und damit von der Landgemeinde Werden gelöst, wobei das Haus zum Rathaus ausgebaut wurde. Mit der Eingemeindung zur Stadt Essen zum 1. August 1929 ging das Rathaus in den Besitz Essens über. Verwaltungsdienststellen blieben zunächst hier. Am 11. Februar 1971 zogen alle verbliebenen Dienststellen aus. Das Haus wurde zunächst an eine Firma verpachtet. Nach Renovierung 1988 zogen über ein Integrationsvorhaben körperbehinderte Erwachsene in das ehemalige Rathaus, um ein selbständiges Leben zu führen. In dieser Form ist es bis heute bewohnt. | 1880                          | 10. Dezember 1987  | 239             |
| BW                                            | Fachwerkhaus                                                | Ludscheidtstraße 54a Karte               | | 18. Jahrhundert               | 13. September 1990 | 639             |
| BW                                            | Wohnhaus                                                    | Ludscheidtstraße 78a Karte               | | 17./18. Jahrhundert           | 10. Juli 1986      | 135             |
| weitere Bilder                                | Hof Ludscheidt                                              | Ludscheidtstraße 145 Karte               | | 1875                          | 14. November 1991  | 750             |
| Friedhofskapelle                              | Friedhofskapelle                                            | Niederweniger Str./bei Haus-Nr. 22 Karte | | Anfang 20. Jahrhundert        | 23. November 1989  | 545             |
| weitere Bilder                                | Kupferhammer                                                | Nierenhofer Straße 8–10 Karte            | | Mitte 19. Jahrhundert         | 14. Februar 1985   | 60              |
| weitere Bilder                                | Ehemaliger Bahnhof Kupferdreh                               | Prinz-Friedrich-Straße 1 Karte           | | 1897–1898                     | 9. Januar 1986     | 108             |
| Wohngebäude                                   | Wohngebäude                                                 | Reulsbergweg 60 Karte                    | | 18./19. Jahrhundert           | 23. November 1989  | 546             |
| weitere Bilder                                | ehemalige Schmiede Sprungmann                               | Rodberger Straße 6 Karte                 | | zweite Hälfte 19. Jahrhundert | 10. Juli 1986      | 136             |
| weitere Bilder                                | Hof Groß-Selbeck (2 Denkmäler)                              | Rodberger Straße 90/92 Karte             | | 18./19. Jahrhundert           | 14. November 1991  | 752             |
| BW                                            | Fachwerkhaus                                                | Rodberger Straße 94 Karte                | | 18. Jahrhundert               | 13. September 1990 | 640             |
| ehemalige Ziegelei                            | ehemalige Ziegelei                                          | Voßnacker Weg 76 Karte                   | letzte in Essen erhaltene Ziegelei | 19. Jahrhundert               | 10. Dezember 1987  | 240             |